# 文京グリーンコート
文京グリーンコート（ぶんきょうグリーンコート）とは、東京都文京区にある、1棟の高層オフィスビル、3棟の集合住宅、商業ビル、フィットネス施設などからなる複合施設である。

## 概要
六義園からほど近い東京都道437号秋葉原雑司ヶ谷線（不忍通り）に面した旧理化学研究所に由来する科研製薬の工場・研究所移転を契機に、その跡地の有効利用を目的に計画され、同社、日本生命、東邦生命保険（1999年経営破綻）が開発した複合施設である。計画中はバブル崩壊後の日本経済の激変期にあたり、その内容の見直しは幾度となく繰り返され変転を余儀なくされた。
整備にあたっては、都の市街地住宅総合設計制度の適用を受け、公開空地の開放と公益施設の設置により、一部斜線制限の緩和を受け、敷地面積の100%に相当する容積割増は401戸の都心型住宅に充てられている。公開空地はこの土地を特徴づけてきた豊かな表情をもつイチョウの林を不忍通りに面して集中的に保存・再生を図り街に「グリーンスクエア」として、さらに後方には多くの桜の木が植栽され「さくら広場」と名付けられ、それぞれ開放されている。このほか道路に沿って歩道上空地を設け、街路樹を含めて、みずみずしい緑地環境を形成している。
施設は敷地の中央部に高層のオフィス棟、住宅棟を配置し、敷地外周ゾーンに歩行者に圧迫感を与えないよう、小さなスケールに分節化された商業施設等によって構成される。なお、3棟の集合住宅のうち、2棟は住宅・都市整備公団（現：都市再生機構 UR）、後方の1棟は科研製薬が建設した。
管理は大星ビル管理に委託されている。
平成10年度「都市景観大賞」（「都市景観の日」実行委員会、(財)都市づくりパブリックデザインセンター主催）景観形成事例部門・地区レベル賞受賞。

## 施設構成

### センターオフィス

#### 主なオフィステナント
| - 科研製薬 - 科研ファルマ - クラリアントジャパン - クラリアントケミカルズ - クラリアント触媒 - KDDIエボルバ 事業所 - KDDIエンジニアリング フィールドネットワーク本部 - コグネックス - 情報処理推進機構 - 大星ビル管理 本店業務第一部 文京グリーンコート営業所 | - 東京都市サービス 本駒込2丁目地区熱供給センター - トランスコスモス MCMセンター駒込 - ニッセイダイレクト事務センター - 日本化薬 東部事務所 - 日本医師会 治験促進センター - パイオニア - パイオニアOLEDライティングデバイス - インクリメント・ピー - TOCHU - 秋田書店 仮本社 |

### イーストウィング
地下1階ではスーパーマーケットと薬局および郵便局が営業し、ATMコーナーもある。1階では飲食店や小売店、生活関連サービス業の多様な店舗が営業するほか、区の高齢者あんしん相談センター駒込分室が入居している。2階には平日のみ利用可能であるカフェテリアがある。

### 集合住宅
文京グリーンコートビュータワー本駒込A・B棟 - 住宅・都市整備公団が建設した2棟の集合住宅。総戸数401戸。
文京グリーンコートテラス - 後方にあった理化学研究所および日本原子力研究所の跡地に、科研製薬が建設した賃貸マンション。2013年竣工。地上6階建て・69戸。

### フィットネス
東急スポーツオアシス本駒込

## PV・ロケ実績
近代的な作りとロビーの背景が緑地になるという美しいロケーションからオープン当初は頻繁にロケに利用された。
- 「月曜ドラマスペシャル」　1998年11月23日TBS系列で放送されたドラマ、「冬の旅情サスペンス　（早乙女千春の添乗報告書(7)）」　函館湯けむりツアー殺人事件
- 「P.S. 元気です、俊平」 1999年6月24日から9月16日までTBS系列で放映されたドラマで、櫻井淳子の勤め先の会社のロビーという設定
- 「恋愛結婚の法則」　1999年7月7日から9月22日にフジテレビ系列で放映されたドラマで、小泉今日子、柏原崇が勤めるヒカリビールのビルという設定
- 「金曜日の恋人たちへ」　2000年1月14日から3月17日にTBS系列で放送されたドラマで、藤原紀香と高橋克典が勤める東京商事のビルという設定
- 「女子アナ。」　　2001年1月9日から3月20日にフジテレビ系列で放送されたドラマで、水野美紀らが勤務する「パシフィックテレビ」という設定
- snapZip（さしずめ）
- SOUL'd OUT (Starlight Destiny)
- GLAY（とまどい）

## 交通
出典 : 
電車
| 路線名           | 最寄り駅 | 出口 | 徒歩所要時間 |
| ---------------- | -------- | ---- | ------------ |
| 都営三田線       | 千石駅   | A1   | 5分          |
| 東京メトロ南北線 | 本駒込駅 | 2番  | 10分         |
| 東京メトロ南北線 | 駒込駅   | 2番  | 13分         |
| JR山手線         | 巣鴨駅   |      | 15分         |

バス
| 運行事業者 | 乗車停留所           | 系統               | 下車停留所                           |
| ---------- | -------------------- | ------------------ | ------------------------------------ |
| 都営バス   | 上野松坂屋           | 上58系統           | 「文京グリーンコート前」             |
| 都営バス   | 浅草雷門             | 草63系統           | 「千石一丁目」、徒歩8分              |
| 都営バス   | 新御茶ノ水駅         | 茶51系統           | 「上富士前」 「昭和小学校」、徒歩6分 |
| Bーぐる    | 文京小石川クリニック | 千駄木・駒込ルート | 「上富士前」 「昭和小学校」、徒歩6分 |